# John Stewart, 1. grof od Lennoxa
John Stewart, 1. grof of Lennoxa (r. prije 1430., u. 8. srpnja/11. rujna 1495.) bio je poznat kao lord Darnley i kasnije kao grof od Lennoxa.

## Obitelj
John je bio sin Catherine Seton i Alana Stewarta od Darnleya, izravnoga potomka Alexandera Stewarta, 4. visokog stjuarda Škotske. Njegova baka po ocu bila je kći i subaštinica Donnchadha, grofa od Lennoxa. Po majci bio je potomak Thomasa Randolpha, 1. grofa od Moraya, nećaka škotskog kralja Roberta I. Preko sina Matthewa, John je predak Henryja Stuarta, lorda Darnleya, muža škotske kraljice Marije, i oca Jakova I., engleskoga i škotskog kralja. Njegovi su potomci svi kasniji engleski i britanski vladari, kao i druge vladarske obitelji europskih monarhija.

## Politička karijera
Kao poglavar utjecajne obitelji Stewart od Darnleya, postao je guvernerom dvorca Rothesay 1465., te nadstojnikom škotske zapadne pogranične krajine. Kada je izumrla muška linija grofova od Lennoxa, postao je nasljednikom polovice imanja, te sklopio ugovor s drugim nasljednikom, prema kojemu je John postao grof od Lennoxa.
Bio je vjeran saveznik Jakova III. za vrijeme njegova rata protiv pobunjenih lordova, koje je predvodio Archibald Douglas, 5. grof od Angusa. Nakon kraljeve smrti u bitci kod Sauchieburna i krunidbe njegova maloljetnoga sina Jakova IV., podigao je vojsku kako bi se borio protiv pobunjenih lordova koji su sada kontrolirali vlast. Pobunjenici su zauzeli dvorac Edinburgh i time imali u posjedu kraljevsko topništvo. U arsenalu edinburškoga dvorca bio je i top Mons Meg koji je bio ženidbeni dar Filipa Dobroga, burgundskog vojvoda, škotskomu kralju. S tim su oružjem započeli opsadu oko dvorca Crookston, sjedišta Stewarta od Darnleya, natjeravši grofa od Lennoxa na predaju.
Nakon predaje, bilo mu je dopušteno zadržati posjede, koji su prešli na njegova najstarijeg sina, Matthewa, jednoga od predvodnika škotske vojske, ubijenoga kod Floddena.

## Ženidba
Ženidba Johna Stewarta postala je izvornom rodoslovne pomutnje. Zapisano je da 15. svibnja 1438. je ugovorena njegova ženidba s Margaret Montgomerie, koja je bila kći Alexandera Montgomerieja, 1. lorda Montgomerieja, i Margaret Boyd, jer su oboje bili maloljetni. Međutim, čini se da je Margaret umrla mlada. Naposljetku, oženio je drugu Margaret Montgomerie, 1460., koja je bila nećakinja one prve, a kći Alexandera, gospodara Montgomerieja (sina 1. lorda) i Elizabeth Hepburn.
John i Margaret imali su osmero djece:
1. lady Marion Stewart
2. lady Elizabeth Stuart (r. 1464.), udala se za Archibalda Campbella, 2. grofa od Argylla
3. Sir Robert Stewart, 4. Seigneur d'Aubigny (r. 1470., u. 1544.)
4. Sir John Stewart, Seigneur d'Oison (r. prije 1446., u. c. 1512.)
5. lady Elizabeth Stewart (r. prije 1476.), udala se za Sir Johna Colquhouna od Lussa
6. Matthew Stewart, 2. grof od Lennoxa (r. 1460., u. 9. rujna 1513., u bitci kod Floddena)
7. Sir William Stewart, Seigneur d'Oison (r. prije 1495., u. prije 1504.)
8. Alexander Stewart (r. prije 1495., u. prije 1509.)